# Teléfono con cámara fotográfica

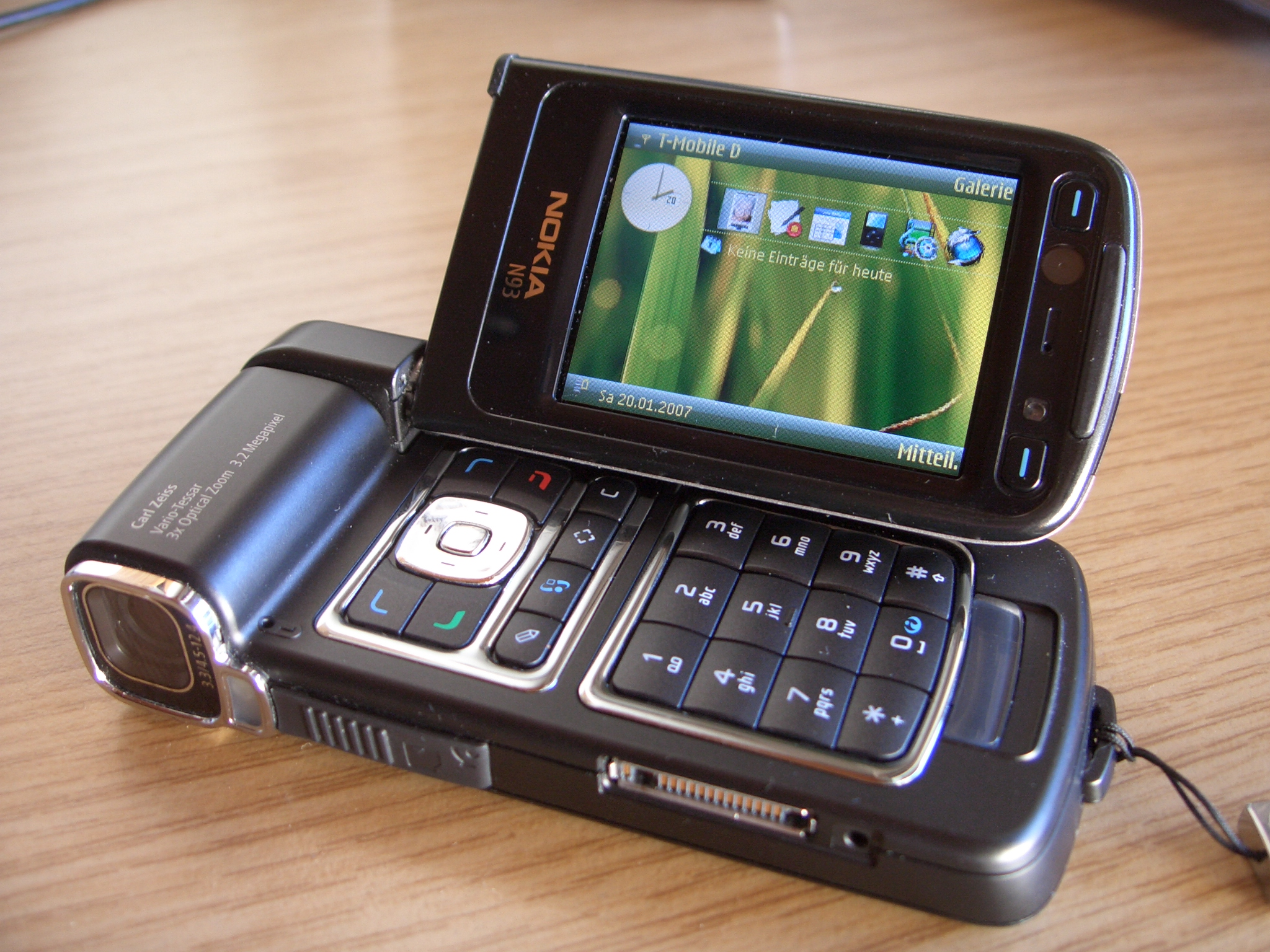
Un Nokia N93, con 2006 es un 3,2 megapixels.

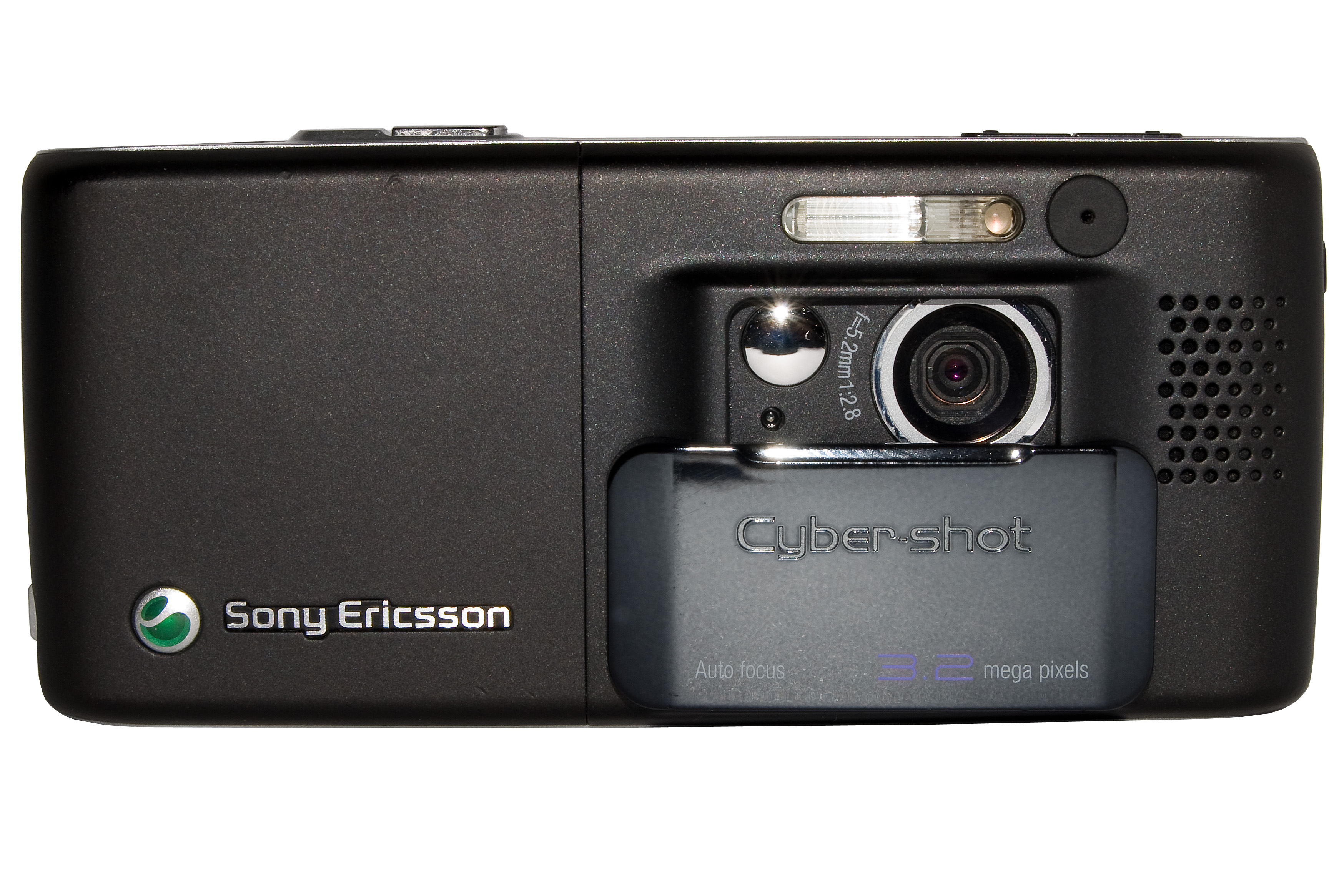
Un Sony Ericsson K800i con cámara fotográfica.

Un teléfono con cámara fotográfica es un teléfono móvil que tiene una cámara fotográfica o cámara web incorporada y que junto a una infraestructura basada en servidor permite al usuario compartir fotos y vídeos con cualquier persona inmediatamente.

## Historia

### Primeros teléfonos
El teléfono con cámara fotográfica, como muchos sistemas complejos, es el resultado de la convergencia de tecnologías. Hay docenas de patentes que datan hasta los años 60 que son relevantes. Comparado a las cámaras fotográficas digitales de los años 90, una cámara fotográfica en un teléfono móvil requeriría menos energía y un alto nivel de la integración de la electrónica de la cámara fotográfica para permitir la miniaturización de sus componentes. El sensor activo tipo “cámara-en-uno-viruta” la imagen de piel del sensor Comos desarrollada en el laboratorio de la propulsión a chorro por el Dr. Eric Fossum y su equipo en los años 90 fue el primer paso hacia el teléfono moderno con cámara fotográfica, esto según lo descrito en un artículo de la semana del negocio de marzo de 1995. Mientras que los primeros celulares con cámaras fueron vendidos con éxito por J-Phone,  usaban sensores CCD y no los sensores CMOS; en ese entonces más del 90% de los celulares con cámaras fotográficas vendidos tenían esa tecnología. 
El 11 de junio de 1997, Philippe Kahn compartió inmediatamente las primeras imágenes de la maternidad donde su hija Sophie nació. Esta infraestructura compartida entre teléfono celular y cámara auguraron el nacimiento de la comunicación visual instantánea.
El primer teléfono comercial con cámara fotográfica fue el J-SH04, hecho por Sharp Corporation, que tenía un sensor integrado CCD, con la infraestructura del Sha-Cor (Imagen-Correo en japonés) desarrollada en colaboración con la empresa de LightSurf de Kahn, y puesta por J-Telephone en Japón. El primer despliegue de los celulares con cámaras en Norteamérica fue en 2002; con el primer teléfono con cámara fotográfica fue fabricado por Sanyo y distribuido por Sprint con la infraestructura de PictureMail se convirtió y manejó por LightSurf. Como la mayoría de los sistemas basados en tecnología compleja, hay varias patentes y las tecnologías relevantes a los aspectos de la cámara fotográfica telefónica. El advenimiento del sensor Cmos es una tecnología que permite para la producción en masa.
En junio del 2000, Samsung ha fabricado su primer teléfono móvil con cámara, El SCH-V200 tenía una pantalla TFT-LCD de 1.5 pulgadas, y la cámara digital incorporada fue capaz de tomar 20 fotos con una resolución de 350,000 píxeles, es decir de 0.35 megapíxeles, pero había que conectarlo con un ordenador para poder obtener las fotos.
Existe un debate acerca del primer teléfono con cámara, algunos dicen que el primero fue producido por Sharp y lanzado en Japón por J-Phone (ahora se llama SoftBank Mobile) en noviembre del 2000. El J-SH04 podía tomar fotos a una resolución de 110,000 píxeles que es 0.11 megapíxeles. La diferencia entre este y el Samsung SCH-V200 es que el J-SH04 permitía enviar las fotos electrónicamente. 
El Sanyo SCP-5300 fue uno de los primeros teléfonos móviles con la posibilidad de ver las fotos tomadas en la pantalla sin la necesidad de conectarlo con un ordenador. Fue fabricado en noviembre del 2002 en EE. UU. Costaba unos $400 con una capacidad de 0.3 megapíxeles, podía capturar fotos a 640 x 480 píxeles. El Sanyo SCP-5300 también tenía un flash básico, control de balance de blancos, disparador automático, zum digital y varios efectos de filtro como sepia, blanco y negro, y negativo.

### Auge de los teléfonos
A fines de 2003, la tendencia de teléfonos con cámara ha despegado en EE. UU. y ya se habían vendido más de 80 millones en todo el mundo. Continuando con la tendencia de teléfonos con cámara, Sprint lanzó el PM8920 en julio de 2004. Fue el primer teléfono en EE. UU. en ofrecer una cámara de 1.3 megapíxeles capaz de capturar fotos con una resolución de 1280 x 960 píxeles. No solo podía compartir estas imágenes de forma inalámbrica, sino que también eran lo suficientemente buenas como para imprimirlas. Tenía un botón dedicado para la cámara y una variedad de configuraciones decentes, incluida una opción multidisparo para tomar ocho fotos rápidas seguidas. Estaba disponible por unos $150.
A finales de 2004, Canalys informó que más de la mitad de los teléfonos vendidos en todo el mundo en los primeros 9 meses de 2004 tenían cámaras, y dos tercios de todos los teléfonos vendidos en el tercer trimestre eran teléfonos con cámara. Este mercado fue liderado por el famoso fabricante finlandés Nokia .
En 2005, el Nokia N90 aterrizó para llevar los teléfonos con cámara a nuevas alturas. No solo contaba con una cámara de 2MP, sino que también tenía óptica Carl Zeiss, enfoque automático y un flash led. Probablemente será mejor recordado por esa pantalla giratoria, que le dio una sensación de videocámara. 
El principal competidor de Nokia en el mercado de los móviles con cámaras fue Sony Ericsson. Con la marca de la cámara digital Cyber-shot de Sony, hubo bastantes lanzamientos destinados a robar la corona del mejor teléfono con cámara de Nokia, como el Sony Ericsson K800i lanzado en 2006. Tenía una cámara de 3.2MP con enfoque automático, estabilización de imagen y un Xenón flash.
Samsung produjo el primer teléfono con cámara de 5 megapíxeles el SCH-S250, pero el primero en ser realmente popular fue el N95 de Nokia, con lente Carl Zeiss. Tomó fotos de buena calidad y pudo grabar videos a 30 frames por segundo (30 fps). De hecho, 5MP se mantuvo como un estándar de alta gama durante varios años. Lamentablemente para Nokia, la revolución de los teléfonos inteligentes estaba muy cerca, y una buena cámara no era suficiente para mantener a Nokia como líder del mercado. Para ponerlo en perspectiva, el iPhone original salió al mercado unos meses después del N95, en junio de 2007, y tenía una cámara de 2MP sin flash ni enfoque automático y sin capacidad de grabación de video.
En 2008, el Samsung i8510, también conocido como INNOV8, tuvo la primera cámara de 8MP en llegar al mercado, pero en términos de diseño, Samsung estaba copiando a la compañía equivocada. Esta versión parecía mucho a la gama N de Nokia, pero estos diseños se estaban volviendo cada vez menos populares. Nokia hizo lo mismo con el N86, pero fue LG quien lanzó el primer teléfono con cámara con pantalla táctil y una cámara de 8MP. Se llamaba LG Renoir.
La carrera por los megapíxeles continuó y Samsung alcanzó los 12MP primero con el M8910 Pixon12 en 2009. Pronto fue superado por el N8 de Nokia en 2010 y el Sony Ericsson S006 de 16MP a fines del mismo año.

### Década de 2010
Cuando se anunció el iPhone 4S en 2011, una de las características que más se destacó fue su nueva cámara de 8 megapíxeles. Las fotos tomadas con este teléfono inteligente a plena luz del día están llenas de detalles y la reproducción del color es precisa y realista. La cámara del iPhone 4S tiene una óptica avanzada para imágenes más nítidas, un sensor retroiluminado y una apertura f / 2.4 para un mejor rendimiento con poca luz y un filtro IR híbrido para una máxima precisión de color. Además de eso, su cámara es muy rápida: solo necesita un total de 1.1 segundos para arrancar, enfocar un objeto y tomar la foto. Y en solo medio segundo, está listo para capturar la siguiente imagen. El iPhone 4S también era capaz de tomar videos HD de 1080p.
En 2011 3D fue de moda. Los fabricantes de televisores del mundo estaban alineando televisores 3D, se producían películas en 3D y nos dijeron que 3D era la próxima gran tecnología. Para los teléfonos inteligentes, fue la oportunidad para la innovación. El LG Optimus 3D se anunció en febrero de 2011 y el HTC Evo 3D se lanzó en Sprint en marzo de 2011.
Ambos fabricantes (y algunos otros) trataron de subirse el nivel, entonces usaron lentes duales de 5MP para permitirles tomar videos en 3D y fotos en 3D. Utilizan la misma técnica utilizada por las cámaras 3D normales, utilizando esas lentes duales para crear una sensación de profundidad en las imágenes. Esto se aumentó con una pantalla 3D para ver esas imágenes, sin las gafas.Pero 3D fue solo una fase pasajera, y aunque pudimos capturar 3D al final resultó que no había una demanda real de este tipo de móviles, y que la calidad de una cámara es más que solo la cantidad de megapíxeles. Por eso el enfoque se centró en los programas software que ofrecerían un valor adicional a las fotos, como por ejemplo el Photo Sphere de Google y el modo Panorama de Apple, Time Shift de BlackBerry y Zoe de HTC. También hemos visto más filtros y efectos en las diversas plataformas móviles.
El Samsung Galaxy S II que salió en 2011. Su cámara gran angular de 8 megapíxeles captura muchos detalles y hace un gran trabajo al representar los colores con precisión. Sus tiempos de disparo a disparo también son muy cortos gracias al retraso de obturación prácticamente perdido. El Galaxy S II toma fotos más que decentes incluso cuando la luz es escasa. Y respecto a los videos, las imágenes de 1080p tomadas con ellas son fluidas y están llenas de detalles.
Una de las mejores cámaras de los teléfonos inteligentes de 2012 era la del Nokia 808 PureView, es un cámara de 41 MP y lente Carl Zeiss con apertura f/2.4. Lo que hace que su cámara sea excepcional es el sensor de imagen CMOS FSI grande combinado con una tecnología de procesamiento de imágenes increíblemente potente. Cuenta con un zum sin pérdida de 3x, lo que significa que puede tomar una foto y hacer zum hasta tres veces sin pérdida de detalles. Con la tecnología de imágenes PureView, se pueden crear fotos que excedan la calidad habitual de las mejores cámaras digitales. Puede tomar fotografías que pueden ampliarse a tamaños de póster de gran formato sin pérdida de definición o detalle, o puede hacer zum y recortar sus imágenes mientras mantiene imágenes de excelente calidad. También presenta capacidades excepcionales de grabación de video, con imagen y sonido de alta calidad. Grabe video en 1080p Full HD, con un zum sin pérdida de hasta 4x para una captura de imagen con detalles nítidos. Nokia 808 PureView ofrece una variedad de modos de disparo para todos los niveles de experiencia fotográfica: el modo Automático, modo Escenas y modo Creativo.El modo automático es para personas que simplemente quieren tomar y compartir fotos y videos de alta calidad. el modo escenas es para fotógrafos que desean un poco más de control sobre sus resultados finales. Si tiene una visión creativa específica en mente, el modo creativo era la opción para elegir. Proporciona un control completo sobre la configuración de la cámara y los parámetros de capturar para que pueda adaptarse a cualquier escena.
El Samsung Galaxy S4 era uno de los teléfonos inteligentes más esperados de 2013 y merece la etiqueta no solo con una buena calidad de imagen, sino también por la gran cantidad de funciones para tomar videos también.Viene con una cámara que utiliza un sensor CMOS con retroiluminación de 13 megapíxeles, una lente de 31 mm f / 2.2 y sin estabilización óptica de imagen, pero con estabilización de imagen digital. con un flash led y grabación de video Full HD. También hay una cámara frontal de 2 MP que también es capaz de grabar videos Full HD. La cámara tiene cero retardo de disparador (shutter lag) 
Hay muchas funciones de software para usar con la cámara, como la grabación simultánea de video de las cámaras delantera y trasera. También puede grabar imágenes con sonido y eliminar objetos no deseados en imágenes con características similares a las de HTC Zoe. La calidad de la imagen a la luz del día viene con detalles sobresalientes, pero las imágenes con poca luz no son tan buenas como Nokia Lumia 920 o HTC One, pero aun así, es un buen teléfono con cámara en general. La calidad del video es increíblemente suave y es una de las mejores de ese año.
En 2014, el iPhone era definitivamente uno de los mejores teléfonos con cámara, y su calidad de imagen es uno de los factores clave que contribuyen a su popularidad. El iPhone 6 y 6 plus venían con una cámara impresionante de 8 megapíxeles con una apertura f / 2.2 y píxeles de 1,5 µ, al igual que el último modelo. Pero el sensor ha sido actualizado. El "sensor iSight de próxima generación" tiene lo que Apple llama "píxeles de enfoque". Esos píxeles ofrecen enfoque automático de detección de fase tipo DSLR, que se supone que es dos veces más rápido que el 5S. Y ahora es más fácil tomar fotos de alto rango dinámico (HDR). Ambos iPhones pueden tomar fotos HDR con un solo clic del obturador, en lugar de una serie de fotos como antes. Apple también ha traído de vuelta True Tone Flash, que, como antes, usa dos led diferentes para intentar igualar la temperatura de color para obtener mejores fotos con flash. Lo que los hace realmente geniales es la interfaz fácil de usar, la operación rápida de su software de cámara y, por supuesto, las fotos que toma incluso en situaciones difíciles. Además, el iPhone 6 y el iPhone 6 Plus demuestran que la cantidad de megapíxeles no es todo lo que importa en una cámara. Se pueden lograr resultados sorprendentes con sólo 8 megapíxeles cuando se tiene un hardware de cámara de calidad y un software bien diseñado para controlarlo.
Con el Galaxy S6 y S6 Edge, Samsung en el año 2015 ha llevado la cámara de su teléfono inteligente a un nuevo nivel. Con un sensor CMOS de 1 / 2.6 "que ofrece 16 megapíxeles, 16: 9 (5.312 x 2.988) imágenes. El enfoque automático de detección de fase, video 4K, estabilización óptica, una gran apertura f / 1.9. El sensor cuenta  con iluminación trasera (BSI), lo que puede hacerlos más eficientes en la recolección de luz. Casi la única característica que falta es el disparo RAW.
Las lentes duales en los teléfonos inteligentes no son nuevas, esta tecnología se introdujo por primera vez con Samsung B710 en 2007, y después en el año 2011 se introdujo como una forma de hacer posible el 3D en la fotografía de teléfonos móviles, como hemos mencionado antes (con HTC y LG), donde ambas cámaras tomaron una sola foto en diferentes profundidades y le dieron un efecto de profundidad 3D a la foto. pero los fabricantes en aquel momento fallaron en atraer al mercado, y eso fue solo el comienzo de la historia de las cámaras de doble lente.
Tres años después, fue el HTC One M8 el que realmente introdujo las cámaras de doble lente en el mundo y vimos a HTC tratando de hacer algo diferente. El HTC One M8 se lanzó en abril de 2014 y usó dos sensores de la misma manera que las cámaras de los teléfonos inteligentes modernos. Con un sensor de imagen principal UltraPixel de 4 megapíxeles y un sensor secundario de 2 megapíxeles que captura datos adicionales, se utilizó la cámara de doble lente, como 3D, para crear una sensación de profundidad en las fotos. La idea era que la segunda lente podría crear un mapa de profundidad y alimentarlo en la imagen final. Eso significaba que podía crear efectos de desenfoque (bokeh), podría reenfocar la imagen con un toque y podría manipular fácilmente las fotos, manteniendo el sujeto nítido y cambiando los fondos, incluso después de haber tomado la foto.
El One M8 era inteligente, pero la cámara no era tan impresionante. Los efectos fueron bastante efectivos y los beneficios de tener una cámara dual realmente no tuvieron un impacto. Es cierto que HTC ha sido la primera en esta nueva tendencia de cámaras duales, pero lo ha adoptado aproximadamente 2 años antes del resto de las otras compañías, y fue en 2016 que realmente se expandió esa tendencia en la industria.LG anunció el LG G5 en febrero de 2016. Hubo dos cosas interesantes al respecto. En primer lugar, intentó integrar accesorios modulares, que fue un fracaso, y en segundo lugar, LG lo equipó con cámaras duales, uno de los primeros teléfonos en lanzarse en 2016. Había un sensor principal de 16 megapíxeles y un segundo sensor de 8 megapíxeles. En lugar de combinar información para crear efectos, la segunda lente era ultra gran angular.puede hacer con el software. LG agregó el gran angular al V20 y los modelos posteriores en las series G y V, pero no vimos grandes movimientos en gran angular hasta que Huawei lanzó su Mate 20.
En abril de 2016, Huawei lanzó el P9 en asociación con Leica, con dos cámaras ubicadas en la parte posterior. El gran punto de venta de Huawei no se trataba de detección de profundidad o gran angular, sino de monocromo y fue el comienzo de un trabajo influyente en los sistemas de cámaras múltiples de Huawei. Aprovechando las habilidades monocromáticas clásicas de Leica, el Huawei P9 presentó dos cámaras en la parte posterior, alegando que una lente capturó el color RGB y la segunda lente capturó detalles monocromáticos. Esto dio como resultado algunas excelentes fotos en blanco y negro, pero trabajando en conjunto, el P9 intenta combinar información de ambos sensores para mejorar todas sus fotos, y en general todo parece funcionar bien.
Huawei continuó con este arreglo hasta 2018 con el Huawei P20, lanzado junto con otro teléfono inteligente importante: el Huawei P20 Pro. Honor utilizó el mismo sistema en varios dispositivos, sin la marca Leica, agregando un sensor monocromo en el Honor 8 y dispositivos posteriores, hasta que llegamos al Honor View 20. No son sólo Huawei y Honor: Nokia adoptó el mismo sistema en el Nokia 8, pero con lentes Zeiss.
Uno de los grandes lanzamientos fue el Apple iPhone 7 Plus con dos cámaras en la parte trasera, ambas de 12 megapíxeles, pero que ofrecen diferentes distancias focales. La primera cámara tenía un zum de 23 mm, mientras que la segunda cámara tenía 56 mm y entramos en los ámbitos del teleobjetivo en los teléfonos. La idea era permitir hacer zum sin perder tanta calidad. Se puede cambiar a la cámara de 56 mm para acercarse y luego cualquier zum digital que se hace comenzará desde una posición más cercana, por lo que la pérdida de calidad se reducirá en comparación con una cámara de teléfono inteligente normal. Apple quería abordar lo que vio como un problema importante con la fotografía de teléfonos inteligentes y se le ocurrió una solución que coincidía con el comportamiento del usuario. Apple también jugó el mismo juego que HTC al ofrecer efectos bokeh gracias a un mapa de profundidad extraído de ambas lentes.
Después del lanzamiento del iPhone 7 plus, Apple ha seguido ofreciendo zum en sus teléfonos y el sistema de cámara dual se hizo popular lo que lo convirtió en uno de los estándares de la industria para tener una cámara dual en la parte posterior del teléfono inteligente y todas las otras compañías después hicieron lo mismo adoptando una lente con zum: en 2017, OnePlus lo agregó al OnePlus 5, y con el primer teléfono con doble cámara de Samsung, el Note 8, con un sistema que ha continuado usando desde entonces.
Cuando se anunció el Huawei P20 Pro a principios de 2018, todo se vertió en la cámara, con un nuevo sistema de triple cámara. Esto agregó una lente de zum al sistema existente de sensores RGB y monocromáticos, pero sucedieron muchas más cosas con la inteligencia artificial, y el nacimiento de un impresionante modo nocturno. El Huawei P20 Pro fue un gran éxito con cámaras que justifican sus excesos con resultados. Samsung también ofreció una cámara de tres lentes en el Samsung Galaxy A7 en 2018, pero optó por un gran angular regular y un dudoso tercero por "información de profundidad" y nada más. Oppo ha integrado al R17 Pro tres cámaras, pero tal vez de manera más confusa, ofreció una cámara principal, una cámara de profundidad y una cámara de tiempo de vuelo final TOF (desactivada), que en algún momento en el futuro debería ser activada para hacer escaneo 3D.
Después de que Samsung ha perdido contra Huawei con su teléfono de la triple cámara y ha sido bastante lento para adoptar sistemas de doble cámara, el Samsung Galaxy A9 salió con cuatro cámaras en la parte posterior en 2019. Con estas cámaras, obtienes todos los enfoques desde 2014: profundidad, gran angular, zum y una cámara normal. La desventaja que tenemos en este teléfono inteligente es el espacio que ocupan todas esas cámaras en la parte posterior del teléfono.
A diferencia de la mayoría de los teléfonos inteligentes con múltiples lentes de cámara, el Nokia 9 PureView viene con 5 cámaras, no se permite usar ninguna de ellas individualmente. En cambio, todas trabajan juntas para producir una fotografía espectacularmente detallada. Así es como funciona todo. El teléfono utiliza la óptica Zeiss,como se esperaba, pero la tecnología estaba proporcionada por Light que es una compañía que fabricó una cámara con 16 lentes: la L16.
Todas son cámaras de 12 megapíxeles con aperturas f / 1.8; el sensor central y el inferior son sensores RGB, y los tres exteriores son sensores monocromáticos. Es el Light Lux Capacitor en el Snapdragon 845 que le permite al Nokia 9 capturar y fusionar estas fotos.
¿Por qué tres de las cinco cámaras solo capturan datos monocromos? Esto se debe a que los sensores monocromáticos capturan la luz en todo el espectro, por lo que cada uno puede capturar hasta 2.9 veces más luz que un solo sensor RGB. Eso significa que el Nokia 9 puede capturar hasta 10 veces más luz que las cámaras de teléfonos inteligentes tradicionales, lo que le permite tomar algunas fotos impresionantes con poca luz. También hay un modo Monocromo en la aplicación de la cámara que le permite tomar fotografías en blanco y negro, y utiliza los tres sensores monocromáticos.
El uso de cinco cámaras también significa que el Nokia 9 puede capturar un mapa de profundidad más detallado: hasta 1.200 capas de datos de profundidad para ser exactos. Esto significa un bokeh o desenfoque más preciso para todas las fotos, especialmente con el modo Live Bokeh incorporado (que se asemeja al modo de retrato de Google o Apple, donde un sujeto está enfocado y el fondo está borroso). Puede ajustar la intensidad del desenfoque o enfocar la foto a través de Google Photos.
La razón por la cual el Nokia 9 está dirigido a los fotógrafos es porque captura un RAW DNG junto con el JPEG. RAW significa que es un archivo de mayor tamaño porque no es una foto comprimida, lo que permite una imagen de mayor calidad. Puede ajustar muchos más aspectos de los que puede con JPEG. Google Photos, la aplicación de galería predeterminada en el Nokia 9, tiene soporte RAW limitado, pero se ofrece una opción para descargar Adobe Lightroom desde Play Store cuando se configura el teléfono, lo que le da mucho más control sobre la edición de la imagen RAW. Adobe también publicará una actualización de la aplicación móvil Lightroom para que sea compatible con los cinco perfiles de lente de cámara del Nokia 9, que ofrecerán una mejor calidad de imagen y un control más robusto.
Muchos teléfonos Nokia tienen un modo Pro Camera que le permite ajustar la velocidad de obturación y el ISO, lo que le brinda más control sobre la cámara, lo que es ideal para los apasionados de la fotografía. Está presente en el Nokia 9, pero hay dos mejoras: ahora puede tomar una exposición de 10 segundos de duración, que es ideal para entornos muy oscuros (si se usa un trípode), y ahora hay controles de exposición más finos que le permiten controlarlo aún más precisamente.
Los teléfonos con cámara fotográfica comparten imágenes inmediatamente y automáticamente vía una infraestructura que comparte integrada con la red del portador. La intervención del ordenador personal no es necesaria. Algunos teléfonos con cámara fotográfica utilizan los sensores de imagen CMOS, debido en gran parte al consumo de energía reducido comparado al tipo cámaras fotográficas de CCD, que también se utilizan. El consumo de energía más bajo evita que la cámara fotográfica agote rápidamente la batería del teléfono. Las imágenes se guardan generalmente en formato JPEG. La infraestructura que comparte es crítica y explica los éxitos tempranos de J-Telephone y de DoCoMo en Japón así como Sprint y otros portadores en los Estados Unidos y el éxito de este tipo de teléfonos se expandió por todo el mundo.
Los fabricantes importantes incluyen Sony Ericsson, Apple, Nokia, Samsung, Motorola, Siemens, alcatel y LG Electronics. La resolución está usualmente en la gama de, al menos, cinco megapixeles, zum y flash.

## Impacto social

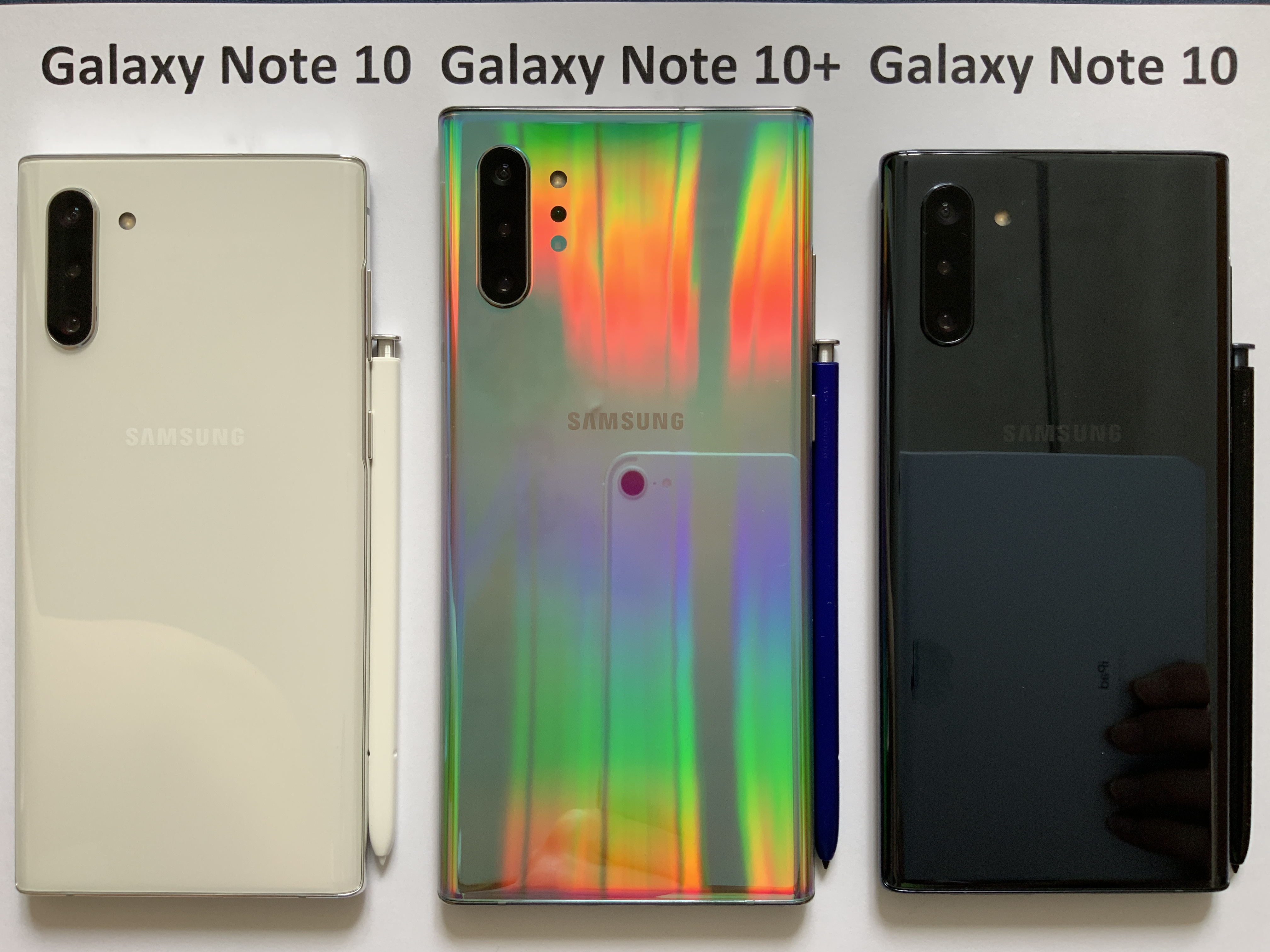
Un Samsung Galaxy Note 10 con cámara fotográfica.

Los teléfonos de cámara fotográfica han tenido un amplio excedente social del impacto de la última década. Al poco de lanzarse el primer iPhone de Apple, se convirtió en el dispositivo desde el que más fotos se subían a Flicker, una conocida web para compartir fotografías. En una entrevista de radio, Philippe Kahn discutió el impacto social del teléfono con cámara fotográfica. Mientras que en los teléfonos la cámara fotográfica ha sido encontrada útil por los turistas y para otros propósitos civiles comunes, pues son baratos, convenientes, y portátiles; también han planteado controversia, pues permiten fotografías controvertidas.[cita requerida]
Como un dispositivo conectado a la red, estos teléfonos celulares están desempeñando papeles significativos en la prevención del crimen, el periodismo y usos de negocio así como aplicaciones individuales. Son también abuso propenso tal como voyeurismo, invasión de privacidad, e infracción de copyright. Porque pueden ser utilizados para compartir medios casi inmediatamente, son una herramienta personal potente de la creación de contenidos. El 17 de enero de 2007, el alcalde Michael Bloomberg de la ciudad de Nueva York anunció un plan para animar a la población para que utilice sus celulares para capturar fotografías de crímenes y enviar sus imágenes o vídeos directamente al 9-1-1.
Hacer cumplir interdicciones en los teléfonos con cámara fotográfica ha sido casi imposible. Son pequeños y numerosos y su uso es fácil de ocultar o de disfrazar, haciéndolo duro para que el personal de la aplicación y de la seguridad de ley detecte o pare su uso.
De vez en cuando, las organizaciones y los lugares han restringido el uso de los teléfonos con cámara fotográfica debido al aislamiento, la seguridad, y las ediciones del copyright que plantean. Tales lugares incluyen el Pentágono, las escuelas, los museos y los teatros. 
Los teléfonos con cámara fotográfica con capacidad de tomar vídeos han llegado a ser aún más polémicos que los que pueden tomar solamente fotos. Han abierto una onda nueva de grabar de forma discreta ilegalmente. Por ejemplo, el 30 de diciembre de 2006, la ejecución del dictador iraquí Sadam Huseín fue filmada por un teléfono con cámara de vídeo. Arrestaron a un guardia días después por las acciones.

## Camaráfono
Hay que distinguir un teléfono con cámara fotográfica, de un camaráfono, es decir, de una cámara digital que tiene una alta resolución y óptica y es capaz de realizar llamadas telefónicas y de conectarse a Internet, como el Samsung Galaxy S4 Zoom, de 16 megapíxeles y con el fin de que se pueda ver la pantalla incluso bajo la luz del sol, la misma es AMOLED.